# Westkapelle, Nederländerna
Westkapelle (zeeländska: Weskappel, lokalt: Wasschappel) är en ort i kommunen Veere i den nederländska provinsen Zeeland. Staden har en yta på 8,95 km² och 2 630 innevånare (2023). Westkapelle ligger vid stranden på den västra änden av Walcheren och är omgiven av havet på tre sidor.
Westkapelle var en egen kommun från 1816 till 1997, när den förenade med Veere.